# Albert Cartier
Pour les articles homonymes, voir Cartier.
Albert Cartier est un entraîneur de football français, né le 22 novembre 1960 à Vesoul (préfecture de la Haute-Saône). 
Il a été élu meilleur entraîneur de Ligue 2 en 2014, lors des Trophées UNFP.

## Biographie

### Enfance
Albert Cartier est né à Vesoul, et commence à y jouer au foot durant son enfance. Son père travaille aux PTT avant d'être muté ; c'est ainsi que la famille déménage et change de région.

### Joueur
Albert Cartier a été formé à l'AS Vagney (Vosges) avant de rejoindre, par la suite, l'INF Vichy. 
Il commence sa carrière de joueur professionnel à l'AS Nancy Lorraine. Il y restera 7 ans, de 1980 à 1987, puis rejoint le FC Metz où il évolue de 1987 à 1995 au poste de stoppeur. Il y inscrit 7 buts et remporte la coupe de France en 1988. 
Il fut international A' français.
Au total, Albert Cartier dispute 402 matchs en Division 1.

### Entraîneur

#### FC Metz
De 1996 à 2000, il entraîne l'équipe réserve du FC Metz avant de remplacer Joël Muller en décembre 2000 à la tête de l'équipe première. En janvier 2002, il est à son tour remplacé par Gilbert Gress après une défaite messine en seizièmes de finale de la Coupe de France contre le club amateur de Libourne-Saint-Seurin.

#### FC Gueugnon
En juillet de la même année, il rejoint FC Gueugnon, club de Ligue 2, qu'il entraîne pendant un an et demi. 

#### RAAL La Louvière
Puis il part pour La Louvière en première division belge, club qu'il dirige jusqu'en juin 2005.

#### FC Brussels
En juillet 2005, Albert Cartier est nommé entraîneur du FC Brussels en première division belge. Il est licencié le 22 janvier 2008 pour insuffisance de résultats (son club est alors 17e et a encaissé un 7-2 lors de son dernier match).

#### RAEC Mons
Mais Albert Cartier retrouve un poste une semaine plus tard, au RAEC Mons. Malgré de très bons résultats au RAEC Mons, il décide de ne pas prolonger son contrat. 

#### AFC Tubize
Il signe alors à l'AFC Tubize où il reste durant un an. 

#### Panthrakikos FC
À la suite de la descente de l'AFC Tubize en deuxième division belge, Albert Cartier décide de s'en aller et retrouve un poste d'entraîneur au Panthrakikos FC, en Grèce. 

#### KAS Eupen
Le 24 septembre 2010, il est nommé entraîneur de l'AS Eupen, club de première division belge. Le 13 avril 2011 Albert Cartier est remercié.

#### Retour au FC Metz
Le 4 juin 2012, Albert Cartier fait son retour en France, et au FC Metz. Son club de cœur, qu'il avait déjà entraîné au début des années 2000, vient d'être relégué en National. Il réussira à faire remonter le club en Ligue 2.
Lors de la saison 2013-2014, le FC Metz d'Albert Cartier, bien que promu, domine largement la Ligue 2, et obtient à la fois le titre de Champion de L2 et l'accession à la L1, six ans après l'avoir quittée. Son rôle essentiel dans cette performance vaut à Albert Cartier la reconnaissance de ses pairs : il est élu meilleur entraîneur de L2 lors des Trophées UNFP du 11 mai 2014 et signe une prolongation de deux ans.
À l'issue de la saison 2014-2015, le FC Metz est relégué en Ligue 2 et Albert Cartier est remercié. José Riga le remplace au poste d'entraîneur.

#### FC Sochaux
Le 3 octobre 2015, il rejoint le FC Sochaux-Montbéliard jusqu'en juin 2017.
Le 8 avril 2017, il ne prolongera pas avec le FCSM.

#### Gazélec Ajaccio
Le 30 mai 2017, il signe au GFC Ajaccio, neuvième de Ligue 2 au terme de la saison 2016-2017. À la tête de l'équipe, il ne parvient pas à installer celle-ci dans la première partie de tableau. Onzième après 22 journées, elle enchaîne alors neuf journées sans victoire et chute à la seizième place, position à laquelle elle clôt la saison.
Malgré un mois d'août 2018 encourageant où l'équipe est un temps cinquième, elle sombre en septembre, ne s'imposant plus. Son président, Olivier Miniconi, le jugeant incapable d'inverser la tendance, il est démis de ses fonctions le 9 octobre 2018,.

#### FC Bastia-Borgo
Après trois ans sans club, il rejoint le 26 mars 2021 le FC Bastia-Borgo, 14e et premier non-relégable de National. Seizième au terme de la saison, la FFF prend la décision de ne reléguer que le dernier du championnat, la saison de National 2 2020-2021 n'ayant pas été disputée pleinement. 
Auteur d'une entame de saison 2021-2022 catastrophique, le club étant dernier du championnat sans la moindre victoire après 12 journées, il est écarté du club corse le 4 novembre 2021. 

#### AS Nancy Lorraine
Le 4 janvier 2022, il est nommé entraîneur de l'AS Nancy-Lorraine, lanterne rouge de Ligue 2 à 8 points du barragiste, pour une durée de 6 mois avec une option en cas de maintien. Il est démis de ses fonctions en janvier 2023, à la suite d'une mauvaise série de résultats dans le championnat National. Il est remplacé par Benoît Pedretti.

## Palmarès

### Palmarès de joueur
- FC Metz
  - Coupe de France
    - Vainqueur (1) : 1988

### Palmarès d'entraîneur
- FC Metz
  - Championnat de France de Ligue 2
    - Vainqueur : 2014

### Distinctions personnelles
- Élu meilleur entraîneur de l'année 2013 par France Football.
- Élu meilleur entraîneur de l'année 2014 aux Trophée UNFP[16].

## Statistiques
| Saison                | Club                  | Championnat           | Championnat | Championnat | Coupe nationale | Coupe nationale | Coupe de la Ligue | Coupe de la Ligue | Compétition(s) continentale(s) | Compétition(s) continentale(s) | Compétition(s) continentale(s) | Total | Total |
| Saison                | Club                  | Division              | M.          | B.          | M.              | B.              | M.                | B.                | Comp.                          | M.                             | B.                             | M.    | B.    |
| 1980-1981             | AS Nancy-Lorraine     | Division 1            | 2           | 0           | -               | -               | -                 | -                 | -                              | -                              | -                              | 2     | 0     |
| 1981-1982             | AS Nancy-Lorraine     | Division 1            | 19          | 0           | 2               | 0               | -                 | -                 | -                              | -                              | -                              | 21    | 0     |
| 1982-1983             | AS Nancy-Lorraine     | Division 1            | 23          | 0           | 1               | 0               | -                 | -                 | -                              | -                              | -                              | 24    | 0     |
| 1983-1984             | AS Nancy-Lorraine     | Division 1            | 21          | 0           | 5               | 0               | -                 | -                 | -                              | -                              | -                              | 26    | 0     |
| 1984-1985             | AS Nancy-Lorraine     | Division 1            | 36          | 1           | 5               | 0               | -                 | -                 | -                              | -                              | -                              | 41    | 1     |
| 1985-1986             | AS Nancy-Lorraine     | Division 1            | 37+2        | 1+0         | 1               | 0               | -                 | -                 | -                              | -                              | -                              | 40    | 1     |
| 1986-1987             | AS Nancy-Lorraine     | Division 1            | 37          | 0           | 1               | 0               | -                 | -                 | -                              | -                              | -                              | 38    | 0     |
| 1987-1988             | AS Nancy-Lorraine     | Division 2            | 1           | 0           | -               | -               | -                 | -                 | -                              | -                              | -                              | 1     | 0     |
| Sous-total            | Sous-total            | Sous-total            | 178         | 2           | 15              | 0               | -                 | -                 | -                              | -                              | -                              | 193   | 2     |
| 1987-1988             | FC Metz               | Division 1            | 27          | 1           | 10              | 0               | -                 | -                 | -                              | -                              | -                              | 37    | 1     |
| 1988-1989             | FC Metz               | Division 1            | 36          | 3           | 1               | 0               | -                 | -                 | C2                             | 2                              | 0                              | 39    | 3     |
| 1989-1990             | FC Metz               | Division 1            | 37          | 1           | 3               | 0               | -                 | -                 | -                              | -                              | -                              | 40    | 1     |
| 1990-1991             | FC Metz               | Division 1            | 32          | 1           | 2               | 0               | -                 | -                 | -                              | -                              | -                              | 34    | 1     |
| 1991-1992             | FC Metz               | Division 1            | 34          | 1           | 1               | 0               | -                 | -                 | -                              | -                              | -                              | 35    | 1     |
| 1992-1993             | FC Metz               | Division 1            | 27          | 0           | 1               | 0               | -                 | -                 | -                              | -                              | -                              | 28    | 0     |
| 1993-1994             | FC Metz               | Division 1            | 7           | 0           | -               | -               | -                 | -                 | -                              | -                              | -                              | 7     | 0     |
| 1994-1995             | FC Metz               | Division 1            | 27          | 0           | 3               | 0               | 1                 | 0                 | -                              | -                              | -                              | 31    | 0     |
| Sous-total            | Sous-total            | Sous-total            | 227         | 7           | 21              | 0               | 1                 | 0                 | -                              | 2                              | 0                              | 251   | 7     |
| Total sur la carrière | Total sur la carrière | Total sur la carrière | 405         | 9           | 36              | 0               | 1                 | 0                 | -                              | 2                              | 0                              | 444   | 9     |

## Autres
Albert Cartier apparaît au cinéma dans un rôle d'entraîneur de football délivrant son discours d'avant-match dans le film belge Le monde nous appartient, de Stephan Streker,.